# 郭竹学
郭竹学（1966年11月—），男，河北元氏人，中华人民共和国政治人物，现任中国共产党第二十届中央委员会候补委员，中国国家铁路集团有限公司董事长、党组书记。

## 生平
郭竹学1984年10月起在石家庄铁路运输学校铁道运输专业就读，1985年12月加入中国共产党，1986年8月毕业后在北京铁路局北京铁路分局承德站担任实习生，1987年8月至1988年4月在承德站担任连结员，随后前往北京铁路分局调度所学习调度员，1989年9月到铁道部运输局、运输调度指挥中心调度处担任调度员，其间于1990年8月至1995年12月在北方交通大学铁道运输专业在职函授学习，取得大学学历，1998年8月任运输局调度部调度员，2001年5月任运输局调度部调度处副处长，2003年11月升为调度处处长，2006年1月至2008年1月任铁道部运输局调度部副主任。
2008年1月，郭竹学改任广铁集团总经理，2010年9月起在北京交通大学管理科学专业在职学习，2011年6月改任南昌铁路局局长，2012年7月获管理学硕士学位，2013年1月调任上海铁路局局长，2017年5月到北京铁路局担任局长，同年11月北京铁路局改组为中国铁路北京局集团，郭竹学担任其首任董事长、党委书记，2018年5月任中国铁路总公司副总经理，2018年12月任国铁集团副总经理，2022年7月22日升任国铁集团总经理、党组副书记，2024年10月22日接替刘振芳，任国铁集团董事长、党组书记。